# Червоная Слобода (Конотопский район)
Червоная Слобода (укр. Червона Слобода) — село, Бурынская городская община, Конотопский район, Сумская область, Украина.
Код КОАТУУ — 5920988401. Население по переписи 2001 года составляло 1399 человек.

## Географическое положение
Село Червоная Слобода находится на берегу реки Чаша в месте впадения её в реку Сейм, выше по течению на расстоянии в 1 км расположен город Бурынь. Выше по течению реки Сейм примыкает село Чумаково, ниже по течению реки Сейм на расстоянии в 1 км расположено село Дичь. Река Сейм в этом месте извилистая, образует лиманы, старицы и заболоченные озёра. Рядом проходит автомобильная дорога Т-1908.

## Происхождение названия
```
Как правило, исконное досоветское украинское название этих поселений 
Красна Слобода
 (напр, 
Краснослобідська волость
), в переводе 
Красивая Слобода
 (
красный
 укр. 
красивый
, напр. староукр. 
красна дѣвица
, укр. (редк.) 
красна дівиця
 — 
красивая девушка
). В советское время название 
Красна Слобода
 было искусственно переименовано на 
Червона Слобода
, в переводе 
Красная Слобода
. Эти советские названия сохраняются по сей час.
```

## История
- В 1705 году стольник Иван Григорьевич Анненков возвёл в новопостроенной слободе Красной Подгородного стана Путивльского уезда деревянную Преображенскую церковь[3].
- В XIX веке село было центром Краснослободской волости[укр.] Путивльского уезда Курской губернии.
- В конце июля 1896 г. Красную Слободу по приглашению помещиков Масалитиновых посетил известный российский археолог Владимир Ильич Сизов (1840—1904), откуда выезжал в Путивль для осмотра Городка (Из письма путивльской помещицы Клавдии Дмитриевны Масалитиновой к дочери Евгении во Францию от 3 08.1896 г.)

## Экономика
- Молочно-товарная и птице-товарная фермы.

## Объекты социальной сферы
- Детский сад.
- Школа.
- Клуб.

## Известные люди
- Масалитинов Василий Иванович — генерал-лейтенант артиллерии, участник Белого движения на Юге России и в Югославии, родился в селе Червоная Слобода.[4]
- Альтзицер (Альтзитцер, Альзицер) Александр Михайлович 1914 г.р., уроженец с. Павловка, Маринский р-н Сталинская обл., в РККА с 1941 г., призван: 16.07.1941 Сталинский ГВК, к-т САУ, участник ООН ХВО (наводчик 1 ап), награждён орденом Ленина (пр. ком. ЮЗФ № 11/н от 25.12.41), погиб в бою 15.09.1941 г. под с. Бурынь (с. Червоная Слобода) Сумской обл., мать: Антонина Павловна, г. Сталино-Донбасс, 9-я линия, д. 49, жена: Чернина Анна Ефимовна, г. Сталино-Донбасс, 9-я линия, д. 94.